# Protoxerus
Protoxerus é um gênero de roedores da família Sciuridae.

## Espécies
- Protoxerus aubinnii (Gray, 1873)
- Protoxerus stangeri (Waterhouse, 1842)